# 南海コ11・21形客車

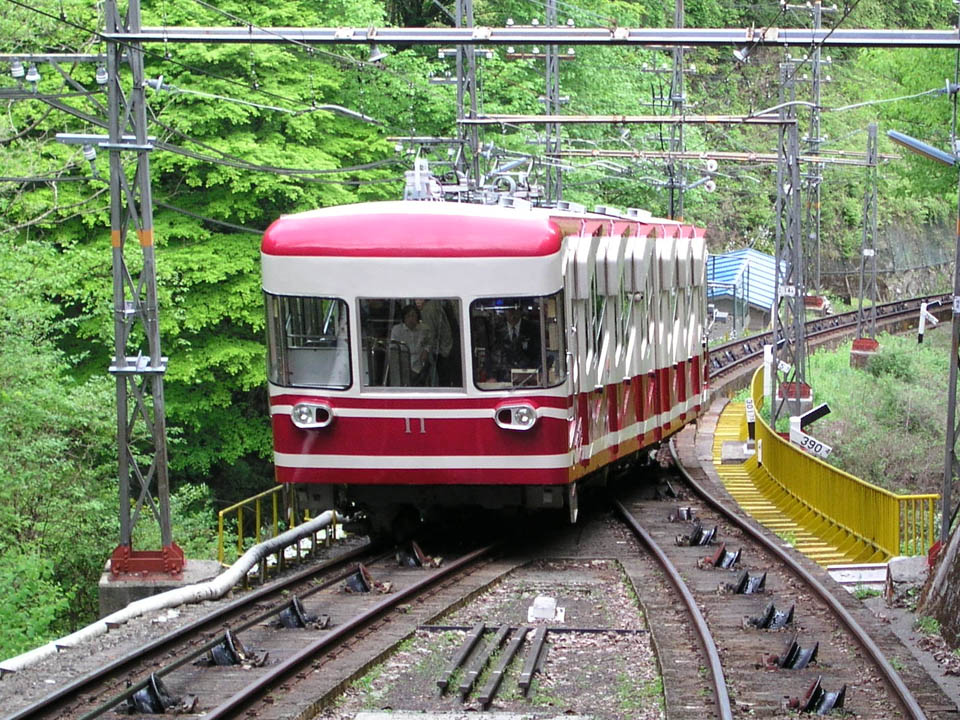
コ11・21形

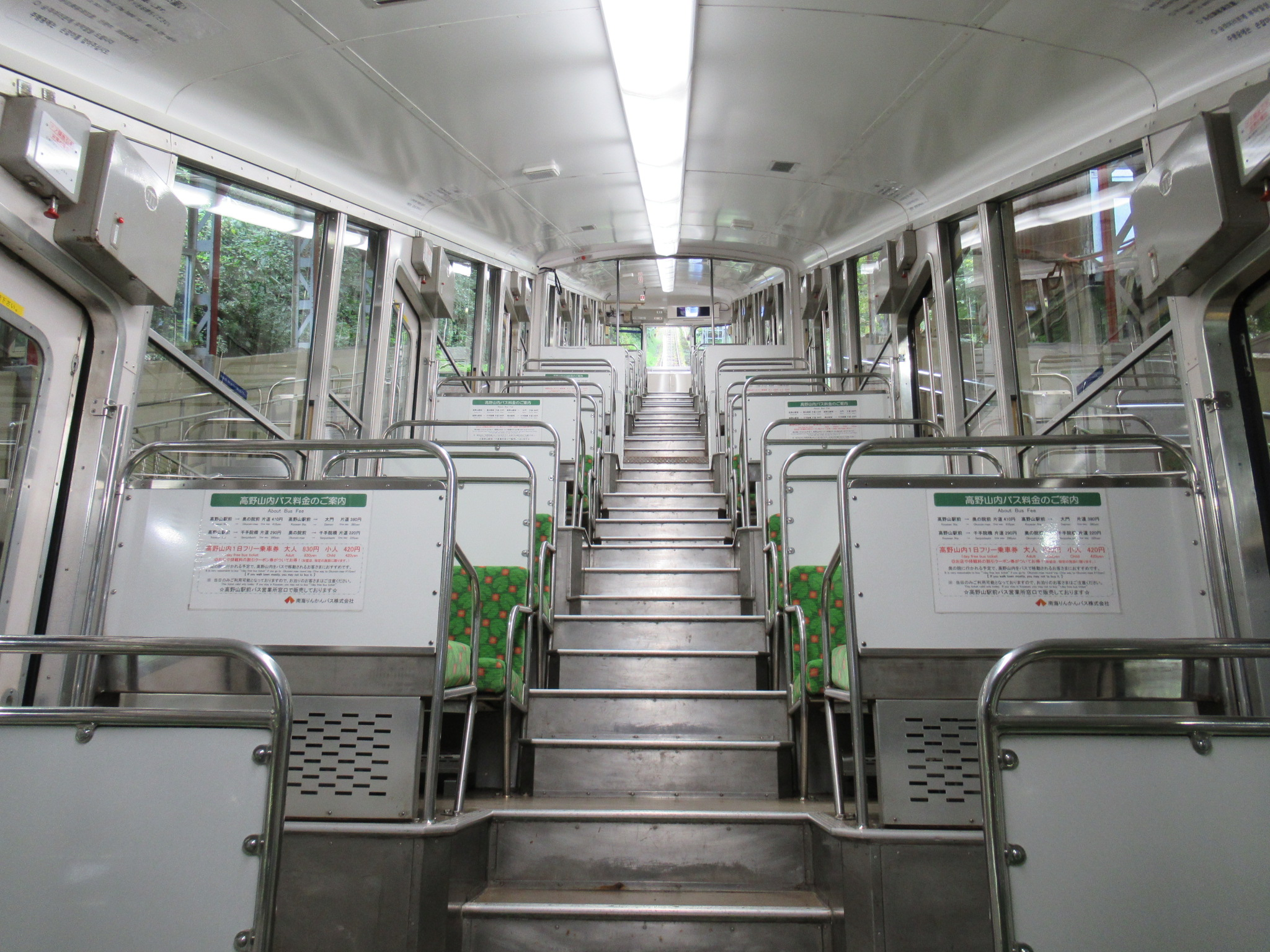
コ21車内

南海コ11・21形客車（なんかいコ11・21がたきゃくしゃ）とは、南海電気鉄道の鋼索線極楽橋駅 - 高野山駅で運行していたケーブルカーの車両。

## 概要
1964年（昭和39年）に、増加する夏季輸送需要及び翌年に控えていた高野山開創1150年記念大法会に対応すべく、巻上機と地上設備の更新を行うとともに新造されたケーブルカーである。
山上（高野山方）がコ11形、山下（極楽橋方）がコ21形となっている。2両固定編成を組み、コ11 - コ21、コ12 - コ22の2編成がある。1両の定員は130名（座席定員はコ11形が36名、コ21形が34名）で、17m級4両編成の20000系「こうや号」（現・「こうや」）の乗客全員を輸送できる能力を持つ。また、ケーブルカーでは初めて電気式自動扉が採用されている。
塗装は当初20000系と同一の塗り分けであったが、1983年に30000系と同一のものに変更されている。
運転中、日本語と英語、およびフランス語の自動放送により、世界遺産・高野山の観光案内（上りと下りで別内容）などが流れるようになっている。
2015年4月現在、歴代の同社鋼索線車両としては使用年数が約50年と最も長い。単一車で高野山の周年記念大法会の輸送を二度担当することになり、2015年の開創1200年記念大法会輸送に従事するにあたって、前回よりも外国人訪問客の大幅な増加が見込まれることもあり、法会期間に先駆けて車内のリニューアルを施行した。
2014年3月に、座席モケットがこれまでの赤地のものから、高野山の地形が八連葉の蓮の花に似ていることにちなみ、蓮の葉をイメージした明るい緑地にピンクの花柄模様をあしらったものに交換された。
また、2015年3月1日より、車両両側先頭の頭上に、ワイド画面タイプの液晶ディスプレイ車内案内表示装置を設置した。この案内装置は日本語・英語・フランス語の各言語の文字案内を担当しており、ドアの開閉予告など、普通鉄道車両に近年見られるような車内案内が可能である。なお、南海では同年秋に南海本線で運行を開始した8300系や、50000系のリニューアルにおいても液晶ディスプレイ車内案内装置の導入を予定しているが、同車はそれらに先駆け、南海では初めてとなる液晶ディスプレイ車内案内装置の設置車両となった。
2018年までの54年間に渡り運用されてきたが、設備更新工事と新造車両のN10・20形導入に伴い、11月25日をもって引退した。